# 도미다정 (아이치현)
도미다정(富田町)은 아이치현 아마군에 설치되었던 정이다. 현재의 나고야시 나카가와구 서부에 해당한다.